# 杉浦正男
杉浦 正男（すぎうら まさお、1914年8月20日  - 2020年1月12日）は、日本の労働運動家、人権活動家。戦前に労働運動に参加して治安維持法違反で検挙され、戦後は産別会議事務局長などを務めた。主な著書に、『メーデーの歴史』、『若者は嵐に負けない』など。

## 経歴

### 戦前
1914年に東京府に生まれる。早くに父を亡くし、小学校を卒業すると東京印刷で文選工として働いた。日中戦争が始まって労働運動に対する警察の弾圧が強まるなかで、1937年に結成された労働者団体「出版工クラブ」に加わった。出版工クラブは、表向きは親睦・研究会・共同購入などを行ないつつ最大時には約1,500人の労働者を組織したが、1942年後半に幹部が次々と逮捕され、杉浦もまた同年11月に治安維持法違反で逮捕された。
杉浦の証言によると、逮捕後の特高の取り調べでは棒でめった打ちにされるなど、激しい拷問を受けた。裁判で懲役3年となって横浜刑務所に収監され、寒さや暑さに耐え、栄養失調に苦しんだ。逮捕される半年前に結婚した妻は子どもを身ごもっており、産まれた長女を疎開させながら東京に留まって杉浦のことを支えたが、1945年3月10日の東京大空襲で死亡した。杉浦は妻の死を獄中で知らされたという。

### 戦後
敗戦後の1945年10月6日に釈放されると、全日本印刷出版労働組合の設立に関わり書記長に就任した。1946年、日本共産党に入党。1949年に産別会議幹事となり、副議長（1952～56年）、事務局長（1956～58年）を歴任した。1955年にアジア諸国民連帯会議に出席するためインドに渡り、次いで当時国交のなかった中華人民共和国も訪問した。
産別会議が1958年に解散したあとは、産別会議記念会の代表に就任し、産別会館の跡地に「平和と労働会館」を新たに建設する取り組みに尽力した。1966年に同館が完成すると役員に就任した。また、個人加盟労組の東京印刷出版産業労働組合の委員長を務めた。労働者教育協会にも関わり、1960年代から1990年代にかけて同会の機関誌『学習の友』に記事を執筆している。この間、1975年の港区長選挙に日本共産党公認で出馬して3位で落選、1979年の区長選挙では無所属（共産党・革自連推薦）で出馬して2位で落選。
さらに、治安維持法犠牲者国家賠償要求同盟に関わり、治安維持法によって弾圧された人々の国による名誉回復・謝罪・賠償を求める国会請願に104歳になるまで参加した。晩年は、治安維持法の検挙者、労働運動の生き証人として各種のメディアの取材に答えている。2020年に106歳で死去。

## 著作
- 『メーデーの歴史――日本労働運動小史』（五月書房、1956年）
- 『組合のつくりかた・活動のしかた』（労働者教育協会監修、学習の友社、1962年）
- （編）『戦時中印刷労働者の闘いの記録　出版工クラブ』（自費出版、1964年）
- 『青年労働者のための労働組合のつくり方たたかい方』（日本青年出版社、1966年）
- 『労働組合のつくり方――たたかい方』（日本青年出版社・青年新書3、1971年）
- 『組合活動のしかた』（学習の友社・学習文庫6、1976年）
- 『若者は嵐に負けない――戦時下印刷出版労働者の抵抗』（学習の友社、1981年）
  - 英語版：Kaye Broadbent (ed), Against the storm : how Japanese printworkers resisted the military regime, 1935-1945, (translated by Kaye Broadbent and Mana Sato, Interventions Inc., Melbourne, Australia, 2019)[注 3]
- 『若者たちへの伝言――戦中戦後を貫く階級的労働組合の赤い糸』（杉浦正男さんの本を出版する会、1996年）
- （共著）『メーデーの歴史――労働者のたたかいの足跡』（学習の友社、2010年）

## 主な証言
映像出演
- インタビュー「90年前に公布された治安維持法」（TBSラジオ・荻上チキ・Session、2015年4月22日放送）
- インタビュー「昭和20年8月15日　それぞれが見た“終戦”」（NHK・戦後史証言アーカイブス、2015年8月）
- 映画『種まく人びと　創立50周年記念映画』（鶴見昌彦監督、治安維持法犠牲者国家賠償要求同盟、2017年）
- ドキュメンタリー「自由はこうして奪われた――10万人の記録でたどる治安維持法の軌跡」（NHK・ETV特集、2018年8月18日放送）

雑誌・新聞・書籍
- 産別会議研究会ヒアリング「杉浦正男氏に聞く――印刷出版労組の結成と活動（1～5）」（『大原社会問題研究所雑誌』368～374号、1989～90年）
  - 大原社会問題研究所編『証言　産別会議の運動』（御茶の水書房、2000年）にまとめられる。
- 新聞記事「〈町模様　憲法特集〉辛酸忘れずメーデーへ」（『朝日新聞』千葉版、1997年5月9日付）
- 新聞記事「〈記憶　戦後68年〉東京大空襲への道（下）」（『東京新聞』朝刊、2013年3月9日付）
- 新聞記事「〈戦後70年甦る経済秘史〉第2部混沌からの復興　6労働組合が合法化」（『東京新聞』朝刊、2015年4月8日付）
- 新聞記事「〈私たちはどこへ　戦後70年〉第10部　3自由への希求」（『毎日新聞』高知版、2015年11月7日付）
- 新聞記事「〈戦後の原点〉象徴天皇制　退位・免責、揺れた地位」（『朝日新聞』朝刊、2016年11月20日付）
- 新聞記事「特高に捕まり半殺しにされた被害者の訴え」（『日刊ゲンダイ』2017年5月12日付）
- 新聞記事「東京大空襲73年　祈り」（『朝日新聞』夕刊、2018年3月10日付）
- NHK「ETV特集」取材班『証言　治安維持法――「検挙者10万人の記録」が明かす真実』（荻野富士夫監修、NHK出版新書、2019年）